# Aart Brederode
Aernout Siwart ("Aart") Brederode (Den Haag, 22 maart 1942 - Wassenaar, 8 mei 2020) was een Nederlands hockeyer.

## Biografie
Brederode was reservedoelman bij de Nederlandse hockeyploeg die deelnam aan de Olympische Spelen van 1968. Hij speelde in totaal drie interlands. Hij was lid van HHIJC, de voorloper van HC Klein Zwitserland. Brederode woonde tot aan zijn dood in zijn geboortestad en is enige tijd directeur van het CBR geweest.
Brederode overleed in mei 2020 op 78-jarige leeftijd.
Joost Boks · 
Aart Brederode · 
Edo Buma · 
Sebo Ebbens · 
John Elffers · 
Jan Piet Fokker · 
Otto ter Haar · 
Gerard Hijlkema · 
Arie de Keyzer · 
Ewald Kist · 
Tippy de Lanoy Meijer · 
Frans Spits · 
Heiko van Staveren · 
Theo Terlingen · 
Kik Thole · 
Theo van Vroonhoven · 
Piet Weemers ·
Coach: Piet Bromberg